# Lorch am Rhein
Lorch am Rhein é um município da Alemanha, situado no distrito de Rheingau-Taunus, no estado de Hesse. Tem 54 km² de área, e sua população em 2019 foi estimada em 3.798 habitantes.